# Ouistreham
Ouistreham – miejscowość i gmina we Francji, w regionie Normandia, w departamencie Calvados.
Według danych na rok 1990 gminę zamieszkiwało 6709 osób, a gęstość zaludnienia wynosiła 674 osoby/km² (wśród 1815 gmin Dolnej Normandii Ouistreham plasuje się na 24. miejscu pod względem liczby ludności, natomiast pod względem powierzchni na miejscu 512.).

## Współpraca
Miejscowości partnerskie:
- Angmering, Wielka Brytania
- Braine-l’Alleud, Belgia
- Lohr am Main, Niemcy